# NetWalker
NetWalker（ネットウォーカー）は、シャープ製のモバイル端末のブランド名であり、OSにUbuntu9.04 (ARM版スマートブックリミックス シャープカスタマイズ版) をA6サイズのフルキーボードを有するスマートブックタイプのPC-Z1と、キーボードレスのタイプPC-T1が発売されている。

## PC-Z1
2009年9月25日発売予定であったが、シルバーウィーク前の2009年9月18日から一部の店舗で先行販売された。CPUにi.MX515を採用することでバッテリ駆動10時間（JEITA測定法1.0）を実現している。

### デバイス
画面は解像度1024×600、サイズは5型である。上下のGnomeパネルを表示させた状態では、インストール済みソフトの一部は縦にはみ出してしまうが、大抵のソフトウェアは大きさの問題なく操作できる。
マウスポインタの操作は、液晶画面上のタッチパネルをタッチするか、光学式オプティカルポイントを使用して行う。キーボードの左奥に左クリック、及び右クリックのボタンがある。Ubuntuの機能により、マウスの設定を変更することでタッチパネルの長押しを、右クリックと認識させることができる。後述のクイックスタートボタンを利用することで、オプティカルポイントでのスクロールができる。
キーボードはスペースが少ないため、多くの記号キーを「Fn」キーで使い分けるようになっている。例えば「F1」～「F6」キーと「F7」～「F12」キーが重なっている。奥には静電式タッチパネルのクイックスタートボタンがあり、既定ではFirefox、Thunderbirdなどが起動するようになっている。
通信機能として、無線LANが内蔵されている他、USBのイー・モバイルのドライバが導入済みである。

### ソフトウェア
ウェブブラウザとしてFirefox、メーラーとしてThunderbirdがプリインストールされている。
またビジネス用アプリケーションとしてOpenOffice.orgがプリインストールされている。シャープは同機に搭載されているOpenOffice.orgについて、「Microsoft® Office2003の『Word2003』『Excel2003』『PowerPoint®2003』の機能や操作については、おおむね互換性がありますが、Microsoft® Office2007の新機能や操作には対応していません。」と説明している。なお、OpenOffice.orgはクロスプラットフォームであり、FreeBSD、Solaris、Mac OS X、Windows上でも動作する。
2009年12月4日には電子辞書搭載のモデルPC-Z1Jが発売された。広辞苑、英和辞典、学習用の辞典などが収録されている。
2009年12月26日に、シャープはNetWalker用の電子書籍閲覧ソフト「電子ブックリーダー」を公開した。このソフトを利用することで、XMDF形式の電子書籍を閲覧できる。

### プラットフォーム
Freescaleのプラットフォームであるi.MX515を採用しており、CPUはARMベースのプロセッサであるCortex A8となっている。OSはUbuntu 9.04をカスタマイズしたものを搭載しており、最初に入っているアプリケーションもUbuntuの標準と一部異なっている他、ARMベースな為に追加出来ないアプリケーションが存在する。また動画のアクセラレーションやLCフォント、壁紙、マニュアルなどが独自に追加されている。

### Araneo
NetWalker内部でAraneoという固有名詞が使われている。たとえば、パッケージ管理システム(APT)のリポジトリのディストリビューションにはNetWalker用の「jaunty-araneo-kernel」が登録されている。